# دولت دوم محمد مصدق
دولت دوم محمد مصدق یکی از دولت‌های دوران پادشاهی مشروطه در دورهٔ پهلوی است که از اول مرداد ۱۳۳۱ تا ۲۸ مرداد ۱۳۳۲ فعالیت کرد. رئیس این دولت، محمد مصدق بود.
با استعفای احمد قوام از نخست‌وزیری، مجلس شورای ملی در جلسهٔ خصوصی روز ۳۱ تیر ۱۳۳۱، تمایل خود به زمامداری مجدد محمد مصدق را ابراز کرد و شاه همان‌روز، فرمان نخست وزیری را به نام مصدق  صادر کرد. مصدق، هیئت وزیران را در ۴ مرداد به شاه، در ۵ مرداد به مجلس شورای ملی، و در ۶ مرداد به مجلس سنا معرفی کرد.
مصدق در این دوره، نام وزارت جنگ را به وزارت «دفاع ملی» تغییر داد.

## رأی اعتماد
ابراز تمایل به نخست‌وزیری
| تاریخ        | مجلس | رأی            | منبع  |
| ------------ | ---- | -------------- | ----- |
| ۳۱ تیر ۱۳۳۱  | شورا | ۶۱ از ۶۴ (۹۵٪) | [ ۲ ] |
| ۱ مرداد ۱۳۳۱ | سنا  | ۳۳ از ۴۱ (۸۰٪) | [ ۳ ] |

تصویب برنامه دولت
| تاریخ         | مجلس | رأی             | منبع  |
| ------------- | ---- | --------------- | ----- |
| ۷ مرداد ۱۳۳۱  | شورا | ۶۸ از ۶۸ (۱۰۰٪) | [ ۴ ] |
| ۱۱ مرداد ۱۳۳۱ | سنا  | ۳۴ از ۳۵ (۹۷٪)  | [ ۵ ] |

تداوم برنامه دولت
| مرتبه | تاریخ          | مجلس | رأی             | منبع  |
| ----- | -------------- | ---- | --------------- | ----- |
| اول   | ۲۵ شهریور ۱۳۳۱ | شورا | ۶۰ از ۶۱ (۹۸٪)  | [ ۶ ] |
| اول   | ۲۶ شهریور ۱۳۳۱ | سنا  | ۳۹ از ۳۹ (۱۰۰٪) | [ ۷ ] |
| دوم   | ۱۶ دی ۱۳۳۱     | شورا | ۶۴ از ۶۵ (۹۸٪)  | [ ۸ ] |
| دوم   | —              | سنا  | —               | —     |

## سرنگونی دولت
در تاریخ ۲۵ مرداد ۱۳۳۲ نخستین اقدام برای کودتا صورت می‌گیرد که با دستگیری سرهنگ نصیری خنثی می‌شود. در روز کودتای ۲۸ مرداد کودتای دیگری صورت می‌گیرد که منجر به سقوط دولت مصدق و نخست‌وزیری تیمسار زاهدی می‌گردد. در این کودتا افسران اطلاعاتی آمریکا و انگلیس و نفرات لجستیک سفارت آمریکا و حمایت دولت ایالات متحده آمریکا نیز دخیل بودند. کودتا ضد دولت مصدق پس از آن امکان‌پذیر شد که ابتدا دولت آمریکا طی عملیاتی به نام «عملیات آژاکس» ایران را در آشوب و هرج و مرجی فروبرد که راه را برای سقوط مصدق هموار کرد.

## یادداشت
1. ↑  به علت بیماری و ضعف جسمانی نخست‌وزیر، سید باقر کاظمی وزیر دارایی عهده‌دار نیابت نخست‌وزیری نیز شد.[۹] در تیر ۱۳۳۲، کاظمی به عنوان سفیر ایران در فرانسه اعزام شده و نیابت نخست‌وزیر به غلامحسین صدیقی وزیر کشور محول شد.[۱۰]